# Campeonato Paulista de Futebol Americano de 2010
O Campeonato Paulista de Futebol Americano de 2010 foi a primeira edição do campeonato paulista da modalidade, organizado pela Liga Paulista de Futebol Americano, com apoio do patrocinador KG Esportes. Por este motivo, o troféu do campeão se chama Taça KG Esportes.
A forma de disputa é todos contra todos em turno único, sendo que as duas melhores campanhas decidem o título em apenas um jogo.

## Participantes
- São Paulo Storm (São Paulo)
- Corinthians Steamrollers (São Paulo)
- São Paulo Spartans (São Paulo)
- Sorocaba Vipers (Sorocaba)
- Itatiba Priests (Itatiba)

## Final
| 27 de junho de 2010 | São Paulo Storm | 19 – 12 | Corinthians Steamrollers | Domenico Paolo Metidieri, Votorantim, SP |
| 15:00h              |                 |         |                          |                                          |

## Classificação Final
| 1 | São Paulo Storm          |
| 2 | Corinthians Steamrollers |
| 3 | São Paulo Spartans       |
| 4 | Sorocaba Vipers          |
| 5 | Itatiba Priests          |

## Premiação
| Campeonato Paulista de Futebol Americano de 2010 |
| ------------------------------------------------ |
| São Paulo Storm Campeão (1º título)              |